# Ungheria ai Giochi della XXXIII Olimpiade
L'Ungheria ha partecipato ai Giochi della XXXIII Olimpiade, svoltisi a Parigi dal 26 luglio all'11 agosto 2024, con una delegazione di 180 atleti (incluse le riserve), 93 uomini e 87 donne, in 20 sport e 23 discipline.
I portabandiera alla cerimonia di apertura sono stati Krisztián Tóth e Blanka Bíró.

## Medagliere
| Riepilogo quotidiano | Riepilogo quotidiano | Riepilogo quotidiano | Riepilogo quotidiano | Riepilogo quotidiano | Riepilogo quotidiano |
| -------------------- | -------------------- | -------------------- | -------------------- | -------------------- | -------------------- |
| Giorno               | Data                 | Oro                  | Argento              | Bronzo               | Totale               |
| 1º                   | 27 luglio            | 0                    | 0                    | 1                    | 1                    |
| 2º                   | 28 luglio            | 0                    | 0                    | 0                    | 0                    |
| 3º                   | 29 luglio            | 0                    | 0                    | 0                    | 0                    |
| 4º                   | 30 luglio            | 0                    | 0                    | 0                    | 0                    |
| 5º                   | 31 luglio            | 0                    | 2                    | 0                    | 2                    |
| 6º                   | 1º agosto            | 1                    | 0                    | 0                    | 1                    |
| 7º                   | 2 agosto             | 1                    | 0                    | 0                    | 1                    |
| 8º                   | 3 agosto             | 1                    | 0                    | 1                    | 2                    |
| Totale               | Totale               | 3                    | 2                    | 2                    | 7                    |

### Per disciplina
| Sport   | Oro | Argento | Bronzo | Totale |
| ------- | --- | ------- | ------ | ------ |
| Nuoto   | 2   | 1       | 0      | 3      |
| Scherma | 1   | 1       | 1      | 3      |
| Tiro    | 0   | 0       | 1      | 1      |
| Totale  | 3   | 2       | 2      | 7      |

### Medaglie
| Medaglia | Nome                                                       | Sport   | Evento                      |
| -------- | ---------------------------------------------------------- | ------- | --------------------------- |
| Oro      | Hubert Kós                                                 | Nuoto   | 200 metri dorso maschili    |
| Oro      | Tibor Andrásfi Máté Tamás Koch Gergely Siklósi Dávid Nagy  | Scherma | Spada a squadre maschile    |
| Oro      | Kristóf Milák                                              | Nuoto   | 100 metri farfalla maschili |
| Argento  | Kristóf Milák                                              | Nuoto   | 200 metri farfalla maschili |
| Argento  | Csanád Gémesi Krisztián Rabb András Szatmári Áron Szilágyi | Scherma | Sciabola a squadre maschile |
| Bronzo   | Eszter Muhari                                              | Scherma | Spada individuale femminile |
| Bronzo   | Veronika Major                                             | Tiro    | Pistola 25 metri femminile  |

### Statistiche

#### Medaglie per genere
| Sesso      | Oro | Argento | Bronzo | Totale |
| ---------- | --- | ------- | ------ | ------ |
| Uomini     | 3   | 2       | 0      | 5      |
| Donne      | 0   | 0       | 2      | 2      |
| Gare miste | 0   | 0       | 0      | 0      |

## Delegazione
| Sport              | Uomini | Donne | Totale |
| ------------------ | ------ | ----- | ------ |
| Atletica leggera   | 7      | 13    | 20     |
| Canoa/kayak        | 9      | 7     | 16     |
| Canottaggio        | 1      | 0     | 1      |
| Ciclismo           | 1      | 1     | 2      |
| Equitazione        | 1      | 0     | 1      |
| Ginnastica         | 1      | 4     | 5      |
| Judo               | 4      | 3     | 7      |
| Lotta              | 4      | 1     | 5      |
| Nuoto              | 12     | 11    | 23     |
| Pallamano          | 17     | 17    | 34     |
| Pallanuoto         | 13     | 13    | 26     |
| Pentathlon moderno | 2      | 2     | 4      |
| Pugilato           | 2      | 1     | 3      |
| Scherma            | 9      | 6     | 15     |
| Taekwondo          | 2      | 1     | 3      |
| Tennis             | 2      | 0     | 2      |
| Tennistavolo       | 1      | 2     | 3      |
| Tiro               | 2      | 3     | 5      |
| Triathlon          | 2      | 1     | 3      |
| Vela               | 1      | 1     | 2      |
| Totale             | 93     | 87    | 180    |